# La Vernia
La Vernia é uma cidade localizada no estado norte-americano do Texas, no Condado de Wilson.

## Demografia
Segundo o censo norte-americano de 2000, a sua população era de 931 habitantes.
Em 2006, foi estimada uma população de 1168, um aumento de 237 (25.5%).

## Geografia
De acordo com o United States Census Bureau tem uma área de
5,0 km², dos quais 5,0 km² cobertos por terra e 0,0 km² cobertos por água. La Vernia localiza-se a aproximadamente 143 m acima do nível do mar.

## Localidades na vizinhança
O diagrama seguinte representa as localidades num raio de 24 km ao redor de La Vernia.